# Janek Lesniak
Janek Lesniak (født 30. oktober 1963) er en dansk skuespiller.
Lesniak er uddannet fra School of the Science of Acting i London i 1996.

## Filmografi
- Du er ikke alene (1978)
- Krigernes børn (1979)
- Dagens Donna (1990)
- Flyvende farmor (2001)
- Kat (2001)
- Humørkort-stativ-sælgerens søn (2002)
- Rembrandt (2003)
- Den store dag (2005)

### Tv-serier
- Hjem til fem (1995-1997)
- Ørnen (2004)
- Livvagterne (2009)